# العلاقات الإسواتينية الكورية الجنوبية
العلاقات الإسواتينية الكورية الجنوبية هي العلاقات الثنائية التي تجمع بين إسواتيني وكوريا الجنوبية.

## مقارنة بين البلدين
هذه مقارنة عامة ومرجعية للدولتين:
| وجه المقارنة                                              | إسواتيني                                   | كوريا الجنوبية                                                          |
| --------------------------------------------------------- | ------------------------------------------ | ----------------------------------------------------------------------- |
| المساحة (كم2)                                             | 17.36 ألف                                  | 100.30 ألف                                                              |
| عدد السكان (نسمة)                                         | 1.37 مليون                                 | 51.47 مليون                                                             |
| الكثافة السكانية (ن./كم²)                                 | 78.92                                      | 513.16                                                                  |
| العاصمة                                                   | لوبامبا، مبابان                            | سول                                                                     |
| اللغة الرسمية                                             | لغة إنجليزية، لغة سوازي                    | اللغة الكورية                                                           |
| العملة                                                    | ليلانغيني سوازيلندي                        | وون كوري جنوبي                                                          |
| الناتج المحلي الإجمالي (بليون دولار)                      | 4.41 مليار                                 | 1.53 تريليون                                                            |
| الناتج المحلي الإجمالي (تعادل القوة الشرائية) بليون دولار | 11.13 مليار                                | 1.75 تريليون                                                            |
| الناتج المحلي الإجمالي الاسمي للفرد دولار أمريكي          | 3.20 ألف                                   | 27.22 ألف                                                               |
| الناتج المحلي الإجمالي للفرد دولار أمريكي                 | 8.29 ألف                                   |                                                                         |
| مؤشر التنمية البشرية                                      | 0.531                                      | 0.901                                                                   |
| رمز المكالمات الدولي                                      | +268                                       | +82                                                                     |
| رمز الإنترنت                                              | .sz                                        | .kr                                                                     |
| المنطقة الزمنية                                           | التوقيت القياسي لجنوب أفريقيا، ت ع م+02:00 | توقيت كوريا الجنوبية، ت ع م+09:00، آسيا/سيول ‏، ت ع م+08:00، ت ع م+08:30 |

## منظمات دولية مشتركة
يشترك البلدان في عضوية مجموعة من المنظمات الدولية، منها:
| علم المنظمة | اسم المنظمة                               | تاريخ انضمام إسواتيني | تاريخ انضمام كوريا الجنوبية |
| ----------- | ----------------------------------------- | --------------------- | --------------------------- |
|             | مؤسسة التمويل الدولية                     | 22 سبتمبر 1969        | 16 مارس 1964                |
|             | منظمة حظر الأسلحة الكيميائية              | ?                     | ?                           |
|             | يونسكو                                    | 25 يناير 1978         | 14 يونيو 1950               |
|             | البنك الإفريقي للتنمية                    | ?                     | ?                           |
|             | الأمم المتحدة                             | 24 سبتمبر 1968        | 17 سبتمبر 1991              |
|             | منظمة الشرطة الجنائية الدولية             | ?                     | ?                           |
|             | البنك الدولي للإنشاء والتعمير             | 22 سبتمبر 1969        | 26 أغسطس 1955               |
|             | الاتحاد البريدي العالمي                   | ?                     | ?                           |
|             | مؤسسة التنمية الدولية                     | 22 سبتمبر 1969        | 18 مايو 1961                |
|             | منظمة التجارة العالمية                    | ?                     | ?                           |
|             | المركز الدولي لتسوية المنازعات الاستشارية | 14 يوليو 1971         | 23 مارس 1967                |
|             | وكالة ضمان الاستثمار متعدد الأطراف        | 18 أبريل 1990         | 12 أبريل 1988               |

## وصلات خارجية
- موقع وزارة الخارجية الكورية الجنوبية